# Bröderna Casey
Bröderna Casey är en roman skriven av författarna P.O. Enquist, Leif Nylén och Torsten Ekbom under pseudonymen Peter Husberg, utgiven 24 oktober 1964 hos Bonniers.